# Изотопы
Изото́пы (от др.-греч. ἴσος «равный; одинаковый» + τόπος «место») — разновидности атомов (и ядер) химического элемента, имеющие одинаковый атомный номер, но разные массовые числа. Название связано с тем, что все изотопы одного атома помещаются в одно и то же место (в одну клетку) таблицы Менделеева. Химические свойства атома зависят от строения электронной оболочки, которая, в свою очередь, определяется в основном зарядом ядра Z (то есть количеством протонов в нём), и почти не зависят от его массового числа A (то есть суммарного числа протонов Z и нейтронов N).
Все изотопы одного элемента имеют одинаковый заряд ядра, различаясь лишь числом нейтронов. Обычно изотоп обозначается символом химического элемента, к которому он относится, с добавлением верхнего левого индекса, означающего массовое число (например, 12C, 222Rn). Можно также написать название элемента с добавлением через дефис массового числа (например, углерод-12, радон-222). Некоторые изотопы имеют традиционные собственные названия (например, дейтерий, актинон).
Различают изотопы устойчивые (стабильные) и радиоактивные. На 2017 год было известно 3437 изотопов всех элементов, из них 252 изотопа стабильны.
Пример изотопов: 16
8O, 17
8O, 18
8O — три стабильных изотопа кислорода.

## Терминология
Первоначально изотопы также назывались изотопными элементами, а в настоящее время иногда называют изотопными нуклидами.
Основная позиция ИЮПАК состоит в том, что правильным термином в единственном числе для обозначения атомов одного химического элемента с одинаковой атомной массой является нуклид, а термин изотопы допускается применять для обозначения совокупности нуклидов одного элемента. Термин изотопы был предложен и применялся изначально во множественном числе, поскольку для сравнения необходимо минимум две разновидности атомов. В дальнейшем в практику широко вошло также употребление термина в единственном числе — изотоп. Кроме того, термин во множественном числе часто применяется для обозначения любой совокупности нуклидов, а не только одного элемента, что также некорректно. В настоящее время позиции международных научных организаций не приведены к единообразию и термин изотоп продолжает широко применяться, в том числе и в официальных материалах различных подразделений ИЮПАК и ИЮПАП. Это один из примеров того, как смысл термина, изначально в него заложенный, перестаёт соответствовать понятию, для обозначения которого этот термин используется (другой хрестоматийный пример — атом, который, в противоречии с названием, не является неделимым).

## История открытия изотопов
Первое доказательство того, что вещества, имеющие одинаковое химическое поведение, могут иметь различные физические свойства, было получено при исследовании радиоактивных превращений атомов тяжёлых элементов. В 1906—1907 годах выяснилось, что продукт радиоактивного распада урана — ионий и продукт радиоактивного распада тория — радиоторий имеют те же химические свойства, что и торий, но отличаются от него атомной массой и характеристиками радиоактивного распада. Было обнаружено позднее, что у всех трёх продуктов одинаковы оптические и рентгеновские спектры. Такие вещества, идентичные по химическим свойствам, но различные по массе атомов и некоторым физическим свойствам, по предложению английского учёного Содди с 1910 г. стали называть изотопами.
На март 2017 года известно 3437 изотопов всех элементов, из них 254 стабильных, 29 условно-стабильных (с периодом полураспада более 10 миллиардов лет), 294 (9 %) изотопы трансурановых элементов, 1209 (38 %) нейтронно-избыточных и 1277 (40 %) протонно-избыточных (то есть отклоняющихся от линии бета-стабильности в сторону избытка нейтронов или протонов, соответственно). По количеству открытых изотопов первое место занимают США (1237), затем идут Германия (558), Великобритания (299), СССР/Россия (247) и Франция (217). Среди лабораторий мира первые пять мест по числу открытых изотопов занимают Национальная лаборатория им. Лоуренса в Беркли (638), Институт тяжёлых ионов в Дармштадте (438), Объединённый институт ядерных исследований в Дубне (221), Кавендишская лаборатория в Кембридже (218) и ЦЕРН (115). За 10 лет (2006—2015 годы включительно) в среднем физики открывали в год 23 нейтронно-избыточных и 3 протонно-избыточных изотопа, а также 4 изотопа трансурановых элементов. Общее количество учёных, являвшихся авторами или соавторами открытия какого-либо изотопа, составляет 3598 человек.

## Изотопы в природе
Известно, что изотопный состав большинства элементов на Земле одинаков во всех материалах. Некоторые физические процессы в природе приводят к нарушению изотопного состава элементов (природное фракционирование изотопов, характерное для лёгких элементов, а также изотопные сдвиги при распаде природных долгоживущих изотопов). Постепенное накопление в минералах ядер — продуктов распада некоторых долгоживущих нуклидов используется в ядерной геохронологии.
Особое значение имеют процессы образования изотопов углерода в верхних слоях атмосферы под воздействием космического излучения. Эти изотопы распределяются в атмосфере и гидросфере планеты, вовлекаются в оборот углерода живыми существами (животными и растениями).
Изучение распределения изотопов углерода лежит в основе радиоуглеродного анализа.

## Применение изотопов человеком
В технологической деятельности люди научились изменять изотопный состав элементов для получения каких-либо специфических свойств материалов. Например, 235U способен к цепной реакции деления тепловыми нейтронами и может использоваться в качестве топлива для ядерных реакторов или ядерного оружия. Однако в природном уране лишь 0,72 % этого нуклида, тогда как цепная реакция практически осуществима лишь при содержании 235U не менее 3 %. В связи с близостью физико-химических свойств изотопов тяжёлых элементов процедура изотопного обогащения урана является крайне сложной технологической задачей, которая доступна лишь десятку государств в мире. Во многих отраслях науки и техники (например, в радиоиммунном анализе) используются изотопные метки.
Нуклиды 60Co и 137Cs используются в стерилизации γ-лучами (лучевая стерилизация) как один из методов физической стерилизации инструментов, перевязочного материала и прочего. Доза проникающей радиации должна быть весьма значительной — до 20-25 кГр, что требует особых мер безопасности. В связи с этим лучевая стерилизация проводится в специальных помещениях и является заводским методом стерилизации (непосредственно в стационарах она не производится).
| Количество энергетических уровней электронной оболочки | Количество протонов (электронов) | Символ | Элемент   | Количество протонов и нейтронов         | Изотопная распространённость на Земле, %                  |
| ------------------------------------------------------ | -------------------------------- | ------ | --------- | --------------------------------------- | --------------------------------------------------------- |
| 1                                                      | 1                                | H      | Водород   | 1 2                                     | 99,98 0,02                                                |
| 1                                                      | 2                                | He     | Гелий     | 3 4                                     | 0,00001 99,99999                                          |
| 2                                                      | 3                                | Li     | Литий     | 6 7                                     | 7,9 92,1                                                  |
| 2                                                      | 4                                | Be     | Бериллий  | 9                                       | 100                                                       |
| 2                                                      | 5                                | B      | Бор       | 10 11                                   | 18,8 81,2                                                 |
| 2                                                      | 6                                | C      | Углерод   | 12 13                                   | 98,9 1,1                                                  |
| 2                                                      | 7                                | N      | Азот      | 14 15                                   | 99,62 0,38                                                |
| 2                                                      | 8                                | O      | Кислород  | 16 17 18                                | 99,76 0,04 0,20                                           |
| 2                                                      | 9                                | F      | Фтор      | 19                                      | 100                                                       |
| 2                                                      | 10                               | Ne     | Неон      | 20 21 22                                | 90,48 0,27 9,25                                           |
| 3                                                      | 11                               | Na     | Натрий    | 23                                      | 100                                                       |
| 3                                                      | 12                               | Mg     | Магний    | 24 25 26                                | 78,6 10,1 11,3                                            |
| 3                                                      | 13                               | Al     | Алюминий  | 27                                      | 100                                                       |
| 3                                                      | 14                               | Si     | Кремний   | 28 29 30                                | 92,23 4,67 3,10                                           |
| 3                                                      | 15                               | P      | Фосфор    | 31                                      | 100                                                       |
| 3                                                      | 16                               | S      | Сера      | 32 33 34 36                             | 95,02 0,75 4,21 0,02                                      |
| 3                                                      | 17                               | Cl     | Хлор      | 35 37                                   | 75,78 24,22                                               |
| 3                                                      | 18                               | Ar     | Аргон     | 36 38 40                                | 0,337 0,063 99,600                                        |
| 4                                                      | 19                               | K      | Калий     | 39 40* 41                               | 93,258 0,012 6,730                                        |
| 4                                                      | 20                               | Ca     | Кальций   | 40 42 43 44 46 48*                      | 96,941 0,647 0,135 2,086 0,004 0,187                      |
| 4                                                      | 21                               | Sc     | Скандий   | 45                                      | 100                                                       |
| 4                                                      | 22                               | Ti     | Титан     | 46 47 48 49 50                          | 7,95 7,75 73,45 5,51 5,34                                 |
| 4                                                      | 23                               | V      | Ванадий   | 50* 51                                  | 0,25* 99,750                                              |
| 4                                                      | 24                               | Cr     | Хром      | 50 52 53 54                             | 4,345 83,789 9,501 2,365                                  |
| 4                                                      | 25                               | Mn     | Марганец  | 55                                      | 100                                                       |
| 4                                                      | 26                               | Fe     | Железо    | 54 56 57 58                             | 5,845 91,754 2,119 0,282                                  |
| 4                                                      | 27                               | Co     | Кобальт   | 59                                      | 100                                                       |
| 4                                                      | 28                               | Ni     | Никель    | 58 60 61 62 64                          | 68,27 26,10 1,13 3,59 0,91                                |
| 4                                                      | 29                               | Cu     | Медь      | 63 65                                   | 69,1 30,9                                                 |
| 4                                                      | 30                               | Zn     | Цинк      | 64 66 67 68 70                          | 49,2 27,7 4,0 18,5 0,6                                    |
| 4                                                      | 31                               | Ga     | Галлий    | 69 71                                   | 60,11 39,89                                               |
| 4                                                      | 32                               | Ge     | Германий  | 70 72 73 74 76*                         | 20,55 27,37 7,67 36,74 7,67                               |
| 4                                                      | 33                               | As     | Мышьяк    | 75                                      | 100                                                       |
| 4                                                      | 34                               | Se     | Селен     | 74 76 77 78 80 82*                      | 0,87 9,02 7,58 23,52 49,82 9,19                           |
| 4                                                      | 35                               | Br     | Бром      | 79 81                                   | 50,56 49,44                                               |
| 4                                                      | 36                               | Kr     | Криптон   | 78* 80 82 83 84 86                      | 0,35 2,28 11,58 11,49 57,00 17,30                         |
| 5                                                      | 37                               | Rb     | Рубидий   | 85 87*                                  | 72,2 27,8                                                 |
| 5                                                      | 38                               | Sr     | Стронций  | 84 86 87 88                             | 0,56 9,86 7,00 82,58                                      |
| 5                                                      | 39                               | Y      | Иттрий    | 89                                      | 100                                                       |
| 5                                                      | 40                               | Zr     | Цирконий  | 90 91 92 94 96*                         | 51,46 11,23 17,11 17,4 2,8                                |
| 5                                                      | 41                               | Nb     | Ниобий    | 93                                      | 100                                                       |
| 5                                                      | 42                               | Mo     | Молибден  | 92 94 95 96 97 98 100*                  | 15,86 9,12 15,70 16,50 9,45 23,75 9,62                    |
| 5                                                      | 44                               | Ru     | Рутений   | 96 98 99 100 101 102 104                | 5,54 1,87 12,76 12,6 17,06 31,55 18,62                    |
| 5                                                      | 45                               | Rh     | Родий     | 103                                     | 100                                                       |
| 5                                                      | 46                               | Pd     | Палладий  | 102 104 105 106 108 110                 | 1,02 11,14 22,33 27,33 26,46 11,72                        |
| 5                                                      | 47                               | Ag     | Серебро   | 107 109                                 | 51,839 48,161                                             |
| 5                                                      | 48                               | Cd     | Кадмий    | 106 108 110 111 112 113* 114 116*       | 1,25 0,89 12,49 12,80 24,13 12,22 28,73 7,49              |
| 5                                                      | 49                               | In     | Индий     | 113 115*                                | 4,29 95,71                                                |
| 5                                                      | 50                               | Sn     | Олово     | 112 114 115 116 117 118 119 120 122 124 | 0,96 0,66 0,35 14,30 7,61 24,03 8,58 32,85 4,72 5,94      |
| 5                                                      | 51                               | Sb     | Сурьма    | 121 123                                 | 57,36 42,64                                               |
| 5                                                      | 52                               | Te     | Теллур    | 120 122 123 124 125 126 128* 130*       | 0,09 2,55 0,89 4,74 7,07 18,84 31,74 34,08                |
| 5                                                      | 53                               | I      | Иод       | 127                                     | 100                                                       |
| 5                                                      | 54                               | Xe     | Ксенон    | 124* 126 128 129 130 131 132 134 136*   | 0,095 0,089 1,910 26,401 4,071 21,232 26,909 10,436 8,857 |
| 6                                                      | 55                               | Cs     | Цезий     | 133                                     | 100                                                       |
| 6                                                      | 56                               | Ba     | Барий     | 130* 132 134 135 136 137 138            | 0,11 0,10 2,42 6,59 7,85 11,23 71,70                      |
| 6                                                      | 57                               | La     | Лантан    | 138* 139                                | 0,089 99,911                                              |
| 6                                                      | 58                               | Ce     | Церий     | 136 138 140 142                         | 0,185 0,251 88,450 11,114                                 |
| 6                                                      | 59                               | Pr     | Празеодим | 141                                     | 100                                                       |
| 6                                                      | 60                               | Nd     | Неодим    | 142 143 144* 145 146 148 150*           | 27,153 12,173 23,798 8,293 17,189 5,756 5,638             |
| 6                                                      | 62                               | Sm     | Самарий   | 144 147* 148* 149* 150 152 154          | 3,07 14,99 11,24 13,82 7,38 26,75 22,75                   |
| 6                                                      | 63                               | Eu     | Европий   | 151 153                                 | 52,2 47,8                                                 |
| 6                                                      | 64                               | Gd     | Гадолиний | 150* 154 155 156 157 158 160            | 0,2 2,18 14,80 20,47 15,65 24,84 21,86                    |
| 6                                                      | 65                               | Tb     | Тербий    | 159                                     | 100                                                       |
| 6                                                      | 66                               | Dy     | Диспрозий | 156 158 160 161 162 163 164             | 0,056 0,095 2,329 18,889 25,475 24,896 28,260             |
| 6                                                      | 67                               | Ho     | Гольмий   | 165                                     | 100                                                       |
| 6                                                      | 68                               | Er     | Эрбий     | 162 164 166 167 168 170                 | 0,139 1,601 33,503 22,869 26,978 14,910                   |
| 6                                                      | 69                               | Tm     | Тулий     | 169                                     | 100                                                       |
| 6                                                      | 70                               | Yb     | Иттербий  | 168 170 171 172 173 174 176             | 0,126 3,023 14,216 21,754 16,098 31,896 12,887            |
| 6                                                      | 71                               | Lu     | Лютеций   | 175 176*                                | 97,41 2,59                                                |
| 6                                                      | 72                               | Hf     | Гафний    | 174* 176 177 178 179 180                | 0,16 5,26 18,60 27,28 13,62 35,08                         |
| 6                                                      | 73                               | Ta     | Тантал    | 181                                     | 99,9877                                                   |
| 6                                                      | 74                               | W      | Вольфрам  | 180* 182 183 184 186                    | 0,12 26,50 14,31 30,64 28,43                              |
| 6                                                      | 75                               | Re     | Рений     | 185 187*                                | 37,4 62,6                                                 |
| 6                                                      | 76                               | Os     | Осмий     | 184* 186* 187 188 189 190 192           | 0,02 1,59 1,96 13,24 16,15 26,26 40,78                    |
| 6                                                      | 77                               | Ir     | Иридий    | 191 193                                 | 37,3 62,7                                                 |
| 6                                                      | 78                               | Pt     | Платина   | 190* 192 194 195 196 198                | 0,014 0,782 32,967 33,832 25,242 7,163                    |
| 6                                                      | 79                               | Au     | Золото    | 197                                     | 100                                                       |
| 6                                                      | 80                               | Hg     | Ртуть     | 196 198 199 200 201 202 204             | 0,15 10,04 16,94 23,14 13,17 29,74 6,82                   |
| 6                                                      | 81                               | Tl     | Таллий    | 203 205                                 | 29,52 70,48                                               |
| 6                                                      | 82                               | Pb     | Свинец    | 204 206 207 208                         | 1,4 24,1 22,1 52,4                                        |
| 6                                                      | 83                               | Bi     | Висмут    | 209*                                    | 100                                                       |

Тантал также имеет стабильный изомер (энергетически возбуждённое состояние): 180mTa (изотопная распространённость 0,0123 %).